# Quanta Plus

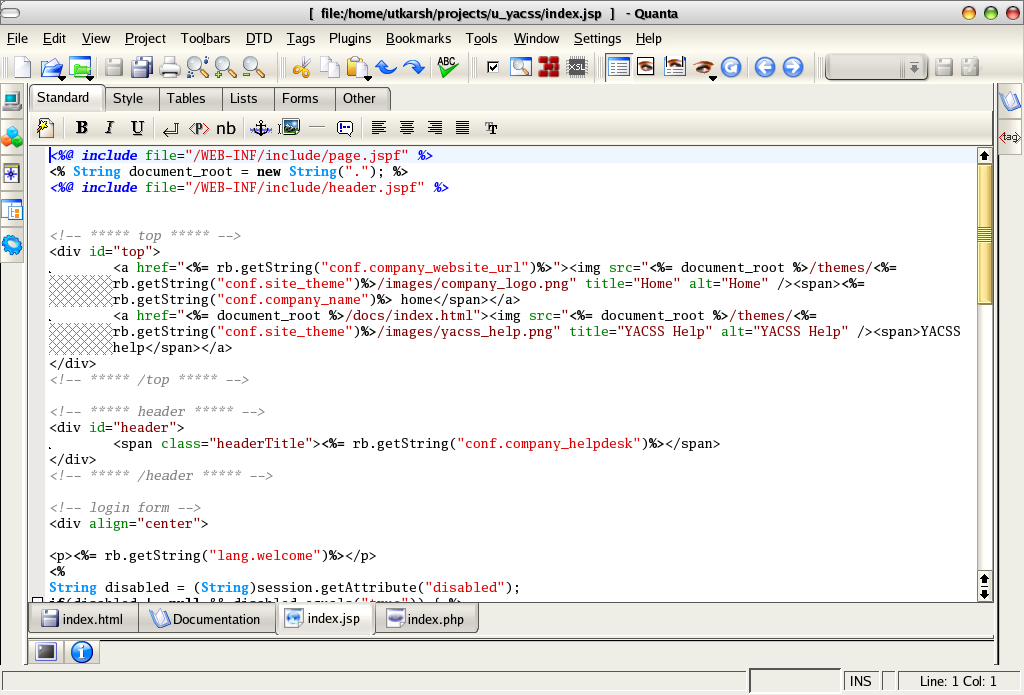
Quanta Plus

Quanta Plus é um software livre com licença GPL criado para rodar em computadores com Linux. O Quanta Plus foi criado por Alexander Yakovlev e Dmitry Poplavsky, depois Eric L. Laffoon entrou no projeto como consultor de designer, e era o editor de HTML "oficial" do ambiente gráfico KDE.
Possui uma grande quantidade de recursos em relação ao espaço que ocupa no disco rígido, vem com visualizador automático, suporte a HTML 4.0 e CSS, mecanismo interno de FTP, gerenciamento de projetos, muitas barras de ferramentas, numerosos templates, autopreenchimento, entre outros.

## Recursos
- Editor WYSIWYG (parecido com Macromedia Dreamweaver)
- Destaque na sintaxe para várias linguagens